# Trianon (Frankfurt am Main)

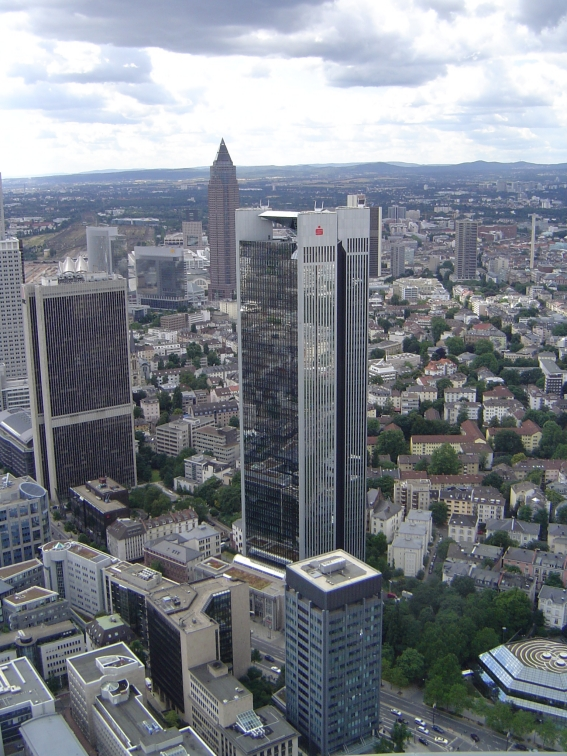
Trianon sett från Maintower

Trianon  på 186 meter (47 våningar), är den femte högsta byggnaden i Frankfurt, Tyskland. Den Trianon , som den vanligtvis kallas, är säte för DekaBank och många andra Hyresgäster. Byggnaden blev färdig 1993.